# Eichstädt (Oberkrämer)
Eichstädt ist ein Ortsteil der Gemeinde Oberkrämer im Landkreis Oberhavel in Brandenburg.

## Geografische Lage
Eichstädt liegt in einer Höhenlage von 54 Metern über Normalnull zwischen dem Zehn-Ruten-Berg und dem Waldgebiet Krämerwald im Ländchen Glien.

## Geschichte

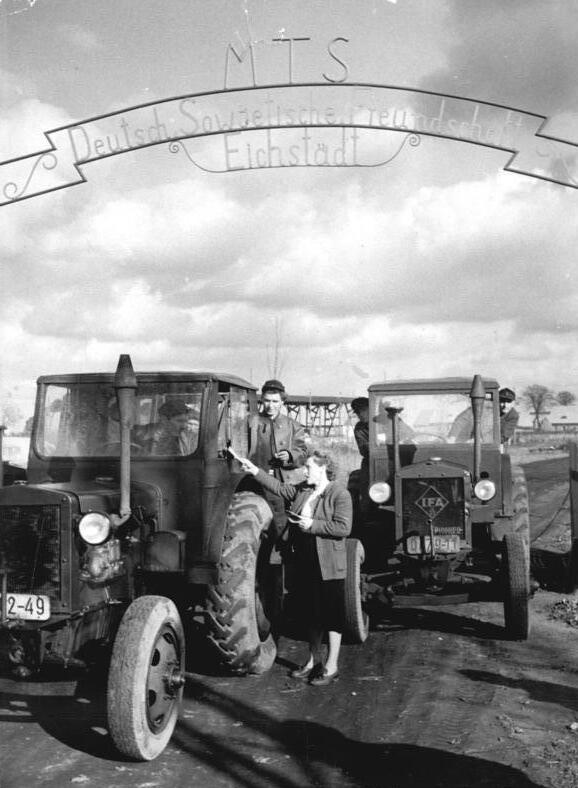
Maschinen-Traktoren-Station in Eichstädt

Eichstädt wurde erstmals 1350 erwähnt, als das Dorf an Ulrich von Lindow als Lehen übergeben wurde. Im Spätmittelalter war es ein zu Bötzow gehöriges Burglehen; 1474 wurden ein Rittergut mit vier Hufen und Bauerngüter mit 13 Hufen verzeichnet. Ab dem 16. Jahrhundert bestanden zwei Rittergüter im Ort, die den Familien von Hünnicke und von Krämer gehörten, die in der Folge die Geschichte Eichstädts bestimmten. Bis zum Ende des 18. Jahrhunderts kamen drei weitere Rittergüter hinzu, doch waren alle Rittergüter in Eichstädt im Jahre 1805, als der Ort 323 Einwohner zählte, wieder in einer Hand vereint. In der ersten Hälfte des 19. Jahrhunderts wurde die Erbuntertänigkeit der Bauern abgeschafft und der Rittergutsbesitz kam in bürgerlichen Besitz. Die Einwohnerzahl wuchs in der Folge stetig und betrug für das Dorf 1885 467 Einwohner; nach dem Zweiten Weltkrieg waren es rund 600. Während der Zeit der DDR wurde für die Bauern eine Maschinen-Ausleihstation eingerichtet und eine neue Wohnsiedlung erschlossen. Nach 1990 kam ein Gewerbegebiet hinzu und die Infrastruktur wurde umfassend erneuert. Die alte Schafstallanlage wurde in ein Trabergestüt, aktuell Deutschlands erfolgreichstes, umgewandelt. Mit Wirkung zum 18. Mai 1998 ging die Gemeinde Eichstädt in der neu gebildeten Gemeinde Oberkrämer auf.

## Bevölkerungsentwicklung
| Jahr | Einwohner |
| ---- | --------- |
| 1875 | 556       |
| 1890 | 654       |
| 1910 | 577       |
| 1925 | 622       |
| 1933 | 603       |
| 1939 | 560       |
| 1946 | 711       |

| Jahr | Einwohner |
| ---- | --------- |
| 1950 | 778       |
| 1964 | 610       |
| 1971 | 535       |
| 1981 | 460       |
| 1985 | 440       |
| 1989 | 429       |
| 1990 | 409       |

| Jahr | Einwohner |
| ---- | --------- |
| 1981 | 460       |
| 1985 | 440       |
| 1989 | 429       |
| 1990 | 409       |
| 1991 | 409       |
| 1992 | 406       |
| 1993 | 419       |

| Jahr | Einwohner |
| ---- | --------- |
| 1994 | 428       |
| 1995 | 442       |
| 1996 | 469       |
| 1997 | 500       |
| 2017 | 844       |
| 2018 | 842       |
| 2019 | 835       |

Gebietsstand des jeweiligen Jahres

## Politik
Ortsvorsteher von Eichstädt ist Dirk Ostendorf (Bürger für Oberkrämer), der sich in der Kommunalwahl vom Mai 2014 durch ein Bündnis mit der CDU gegen den bisherigen Amtsinhaber Dietmar Schünemann (SPD) durchsetzte. Der Ortsbeirat besteht aus drei Mitgliedern. Im Ort befindet sich die Gemeindeverwaltung von Oberkrämer.

### Wappen
| Wappen von Eichstädt | Blasonierung: „Gespalten durch eine gestürzte, gesenkte, eingeschweifte goldene Spitze, darin eine schwarze Nadel, oben mit drei kreisrunden roten Platten balkenweise versehen, diese sind jeweils mit einem silbernen Kreuz und fünf schwarzen Punkten im Schnittpunkt und an den Kreuzenden belegt. Vorn in Grün ein silbernes Eichenblatt mit einer Frucht, hinten in Grün ein fliegend stürzender silberner Schwan.“ |
| Wappen von Eichstädt | Wappenbegründung: Das Hauptsymbol bildet eine germanische Dreiplattennadel. Eine solche wurde 1894 erstmalig in der Dorfgemarkung Eichstädt gefunden. Das Eichblatt mit der Frucht steht für den Ortsnamen, wodurch das Wappen teilweise zu einem „redenden“ Wappen wird. Der Schwan soll an die Schwanenbelegung des Upstallpfuhles im Zentrum des Ortsteiles erinnern. Das Wappen wurde von Christian Gering aus Schönwalde-Dorf und Lynn Tabbert aus Vehlefanz gestaltet und am 17. Februar 1995 durch das Ministerium des Innern genehmigt. |

### Flagge
Die Flagge wurde von Christian Gering aus Schönwalde-Dorf und Lynn Tabbert aus Vehlefanz gestaltet und am 17. Februar 1995 durch das Ministerium des Innern genehmigt.
Die Flagge ist Rot – Gelb – Grün (1:1:1) gestreift (Querform: Streifen waagerecht verlaufend, Längsform: Streifen senkrecht verlaufend) und auf den rot - gelben Streifen mit dem Wappen belegt (bei Querform: zum Flaggenmast, Längsform: im oberen Drittel des Banners hin verschoben).

## Kultur und Sehenswürdigkeiten
Auf dem Dorfanger befindet sich eine mittelalterliche Dorfkirche mit wuchtigem Westturm.
Das Baumdenkmal für die Deutsche Einheit auf der Wiese hinter der Gemeindeverwaltung, Pernewitzer Weg 2 wurde am 9. November 2015 gepflanzt.

### Sport
Eichstädt ist Heimatort des SV Eichstädt 1949 e. V., der jeweils mit einer Männer- und einer Frauenmannschaft in der Handball-Verbandsliga sowie einer weiteren Männer- und mehreren Jugendteams auf Kreisebene aktiv ist.

## Wirtschaft und Infrastruktur

### Bildung
Eichstädt verfügt über eine Kindertagesstätte. Nächste Grundschulen sind in Vehlefanz und Bötzow.

### Öffentliche Einrichtungen
In Eichstädt wurde 2014 für 4,75 Millionen Euro die Oberkrämerhalle eröffnet. Die von der Gemeinde gebaute Mehrzweckhalle wird vor allem von Schulen und Sportvereinen aus Oberkrämer genutzt.

### Verkehr
Der Ort liegt unmittelbar an der Anschlussstelle Oberkrämer der A 10 (Berliner Autobahnring). Die Ausfahrt bedient eine Landstraße, die von Schwante nach Velten führt und die Hauptstraße von Eichstädt bildet, die sich im Ort angerförmig weitet.
Nächster Bahnhaltepunkt ist Bärenklau an der Kremmener Bahn, rund 2 km nordöstlich.

## Persönlichkeiten
- Hans Goldschmidt (1861–1923), Chemiker, lebte zeitweise in Eichstädt